# آصف باسرا
آصف باسرا (انگلیسی: Asif Basra؛ زادهٔ ۲۷ ژوئیه ۱۹۶۷ – درگذشته ۱۲ نوامبر ۲۰۲۰) هنرپیشه اهل کشور هند بود.

## قسمتی از فیلم‌شناسی
- جمعه سیاه (۲۰۰۴)
- پیمانکار (۲۰۰۶)
- یک شب با پادشاه (۲۰۰۶)
- بهشت و جهنم بر روی زمین (۲۰۰۷)
- وقتی همدیگر را دیدیم (۲۰۰۷)
- برو راهتو برو (۲۰۰۹)
- روزی روزگاری در بمبئی (۲۰۱۰)
- لحظه (۲۰۱۰)
- ناک اوت (۲۰۱۰)
- کریش ۳ (۲۰۱۳)
- کای پو چی! (۲۰۱۳)
- نترس (۲۰۱۴)
- یک تبهکار (۲۰۱۴)
- فریکی علی (۲۰۱۶)
- کالاکندی (۲۰۱۸)
- سکسکه (۲۰۱۸)
- پرونده‌های تاشکند (۲۰۱۹)